# Centro Valle Intelvi
Centro Valle Intelvi é uma comuna italiana da região da Lombardia, província de Como, com cerca de 3.512 habitantes. Estende-se por uma área de 19,66 km², tendo uma densidade populacional de 178,89 hab/km².
Foi criada em 1 de janeiro de 2018, após a fusão das antigas comunas de Casasco d'Intelvi, Castiglione d'Intelvi e San Fedele Intelvi.